# Tyge Rothe

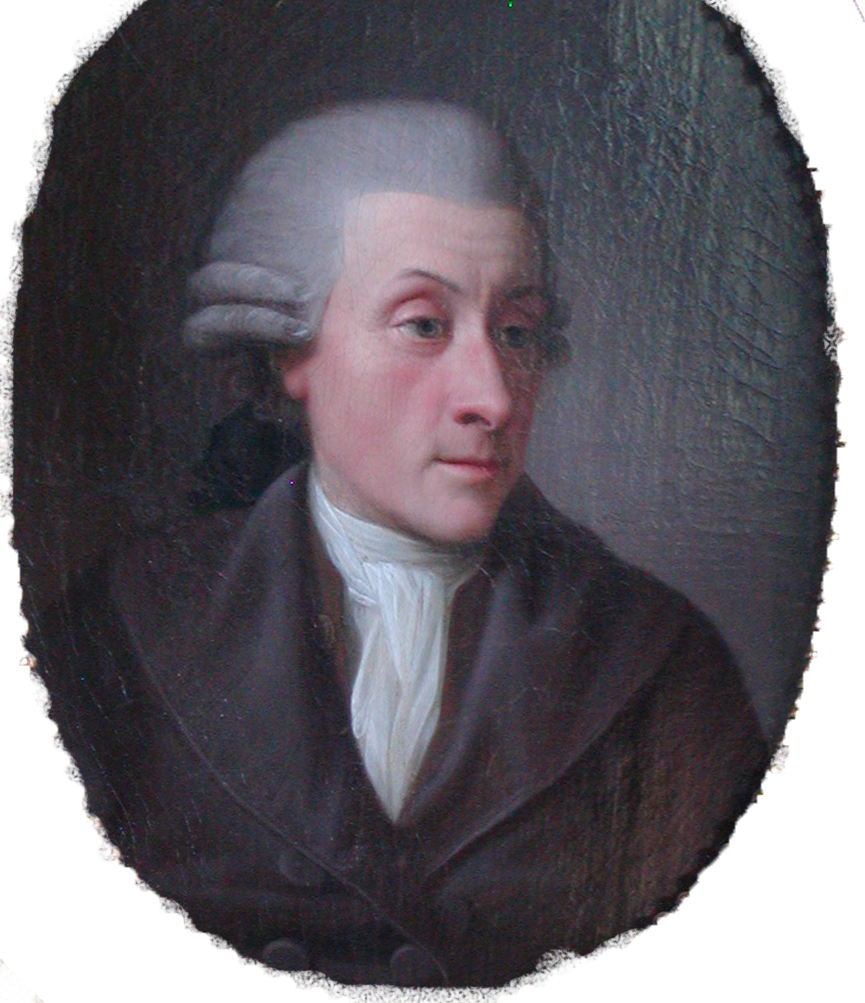
Tyge Rothe.

Tyge Jesper Rothe, född 16 januari 1731, död 19 december 1795, var amtman i Segeberg och psalmförfattare representerad i danska Psalmebog for Kirke og Hjem. han var farfar till Vilhelm och Viggo Rothe.